# فرانسیسکو خاویر لدو
فرانسیسکو خاویر لدو (انگلیسی: Francisco Javier Lledó؛ زادهٔ ۱۱ ژوئیهٔ ۱۹۷۹) بازیکن فوتبال اهل اسپانیا است.
از باشگاه‌هایی که در آن بازی کرده‌است می‌توان به باشگاه فوتبال رئال مورسیا، باشگاه فوتبال رئال وایادولید، باشگاه فوتبال رئال اویدو، باشگاه فوتبال آلباسته بالومپیه، باشگاه فوتبال خرز، و باشگاه فوتبال اتلتیکو مادرید بی اشاره کرد.